# X-MEN:ダーク・フェニックス
『X-MEN:ダーク・フェニックス』（原題：Dark Phoenix）は、マーベル・コミックの「X-メン」をベースとした、2019年のアメリカ合衆国のスーパーヒーロー映画。「X-MEN」フランチャイズでは『デッドプール2』（2018年）に続く12作目で、メインシリーズでは『X-MEN:アポカリプス』（2016年）に続く7作目であり、最終作。サイモン・キンバーグが脚本・共同製作・監督を務め、長編監督デビューとなった。

## ストーリー
アポカリプスから人類を救う戦いから10年。サイコキネシスとテレパシーの特殊能力をもつミュータントであるジーンは、宇宙でのミッションで起きた事故が原因で自分の中のダークサイドが増幅し、制御不能になってしまう。そして、彼女の内に封じ込められていたもう一つの人格〈ダーク・フェニックス〉が解き放たれ、地上の生命体が全滅しかねない危機が訪れる。

## キャスト
※括弧内は日本語吹替。
- ジーン・グレイ / ダーク・フェニックス - ソフィー・ターナー（能登麻美子）
- チャールズ・エグゼビア / プロフェッサーX - ジェームズ・マカヴォイ（内田夕夜）
- エリック・レーンシャー / マグニートー - マイケル・ファスベンダー（三木眞一郎）
- レイヴン・ダークホルム / ミスティーク - ジェニファー・ローレンス（牛田裕子）
- ハンク・マッコイ / ビースト - ニコラス・ホルト（浅沼晋太郎）
- スコット・サマーズ / サイクロップス（英語版） -  タイ・シェリダン（木村良平）
- オロロ・マンロー / ストーム - アレクサンドラ・シップ（志田有彩）
- カート・ワグナー / ナイトクローラー - コディ・スミット＝マクフィー（内山昂輝）
- ピーター・マキシモフ / クイックシルバー - エヴァン・ピーターズ（吉野裕行）
- セレーネ（英語版） - コタ・エバーハード（藤田曜子）
- アリキ - アンドリュー・ステリン（英語版）（白熊寛嗣）
- ヴーク - ジェシカ・チャステイン（浅野真澄）
- 大統領 - ブライアン・ダーシー・ジェームズ（こばたけまさふみ）

## 公開
当初、2019年2月14日にアメリカ合衆国で公開予定であったが、2018年9月、2019年6月7日に延期されると報じられた。
公開初週の週末興行収入は、3300万ドルで2位デビュー。これは、X-MENシリーズの中でこれまで最低であった『ウルヴァリン:SAMURAI』（5311万3752ドル）を下回り、COVID-19のパンデミック時に劇場公開された『ニュー・ミュータント』（2020年）に次いで2番目に低い興行収入となった。製作費2億ドル（約216億円）に広告宣伝費などを含めた総額は3億5000万ドル（約380億円）に上ると見られており、本作の興行的失敗により、配給元の20世紀フォックスは1億3300万ドルの赤字を計上すると見込まれている。なお、2019年に公開された映画の中で最大の赤字映画となった。